# Apha
Apha là một chi bướm đêm thuộc họ Eupterotidae.

## Loài
- Apha aequalis (Felder, 1874)
- Apha arisana Matsumura, 1927
- Apha floralis Butler, 1881
- Apha horishana Matsumura, 1927
- Apha huabeiana Yang, 1978
- Apha kantonensis Mell, 1929
- Apha strix Bryk, 1944
- Apha subdives Walker, 1855

## Loài trước đây
- Apha gonioptera West, 1932